# Chuanchientien Miao jezik
Chuanchientien Miao jezik (ISO 639-3: cqd; ostali nazivi za njega su chuanchientien miao, chuanqiandian cluster miao, core farwestern hmongic, hua miao, sichuan-guizhou-yunnan miao, western miao), jedan od hmong jezika priznat 14. 1. 2008. Govori ga oko 1 400 000 ljudi (1995 F. Wang) u zapadnom Guizhou, zapadnom Guangxiju, južnom Sichuanu i Yunnanu, Kina.
U očekivanju je priznanje da se podijeli na 5 individualnih jezika: južni hmong [hso], crni hmong [puh], sjeverni hmong [hnr], zapadni sichuan hmong [hws] i danashan hmong [dns].
Član je makrojezika hmong [hmn] i jedan od 22 Chuanqiandianskih jezika.
Sastoj ise od brojnih dijalekata, to su: 
- Bai Miao, (cqd-bai)
- Bai Miao, (cqd-bmi)
- Black Hmong, (cqd-blh)
- Black Meo, (cqd-bla)
- Black Mong, (cqd-blk)
- Blue Hmong, (cqd-blu)
- Blue Meo, (cqd-blm)
- Ching Miao (Tak Miao; Green Miao; Blue Miao; Red Miao; White Mia) (cqd-chi)
- Chuan Miao, (cqd-chu)
- Clear Water Hmong, (cqd-cle)
- Dananshan Miao, (cqd-dan)
- Dianxi Miao, (cqd-dia)
- Downhill Hmong, (cqd-dwn)
- Flowery Meo,  (cqd-flw)
- Green Hmong, (cqd-grh)
- Green Meo  (Green Miao; Blue Miao; Red Miao; White Miao) (cqd-grm)
- Hei Miao, (cqd-hei)
- Hmong Be, (cqd-hbe)
- Hmong Bua, (cqd-bua)
- Hmong Den, (cqd-hdn)
- Hmong Dle Ncha, (cqd-dle)
- Hmong Dlo, (cqd-dlo)
- Hmong Dou, (cqd-hmd)
- Hmong Drout Raol, (cqd-hdr)
- Hmong La, (cqd-hml)
- Hmong La, (cqd-hla)
- Hmong Len, (cqd-len)
- Hmong Shi, (cqd-hms)
- Hmong Shua Bua, (cqd-hsb)
- Hmong Sou, (cqd-sou)
- Hongxian Miao, (cqd-hng)
- Hua Miao, (cqd-hua)
- Hwa Miao, (cqd-hwa)
- Light Hmong, (cqd-lth)
- Liuzhai Miao, (cqd-liu)
- Lu Miao, (cqd-lum)
- Luzhai Miao, (cqd-luz)
- Magpie Miao, (cqd-mag)
- Meo Dam, (cqd-med)
- Meo Den, (cqd-mdn)
- Meo Lai, (cqd-mel)
- Mong Hoa (Hmong Hoa) (cqd-mon)
- Mong La Hou, (cqd-mlh)
- Mong Leng, (cqd-lng)
- Mong Lenh, (cqd-lnh)
- Mong Shi, (cqd-shi)
- Mong Si, (cqd-msi)
- Mountain Hmong, (cqd-mtn)
- Paddyfield Miao, (cqd-pad)
- Qing Miao, (cqd-qin)
- Qing Miao, (cqd-qng)
- Qingshui Miao, (cqd-qsm)
- Red Mong, (cqd-rdm)
- Red Thread Miao, (cqd-red)
- Red-headed Hmong, (cqd-rhh)
- River Miao, (cqd-riv)
- S Pa Hmong, (cqd-sph)
- Sichuan Miao, (cqd-sic)
- Six Village Miao, (cqd-six)
- Striped Hmong, (cqd-str)
- Tak Miao (Ching Miao; Green Miao; Blue Miao; Red Miao; White Miao) (cqd-tak)
- Variegated Mong, (cqd-var)
- Western Yunnan Miao,  (cqd-wes)
- White Miao,  (cqd-whi)
- Yaque Miao, (cqd-yaq)

## Vanjske poveznice
- The Miao, Chuanqiandian Cluster Language